# (6026) Xenophanes
(6026) Xenophanes ist ein Asteroid des Hauptgürtels, der am 23. Januar 1993 vom belgischen Astronomen Eric Walter Elst am La-Silla-Observatorium (IAU-Code 809) der Europäischen Südsternwarte in Chile entdeckt wurde.
Der Asteroid ist nach dem antiken griechischen Philosophen und Dichter Xenophanes von Kolophon (~570 v. Chr.–470 v. Chr.) benannt, der zu den Vorsokratikern gezählt wird.